# Liste des résolutions du Conseil de sécurité des Nations unies sur Israël
Cet article dresse une liste des résolutions du Conseil de sécurité des Nations unies concernant Israël.

## Israël
En forme longue l’État d’Israël, respectivement en hébreu יִשְׂרָאֵל (Yisrā'el) et מְדִינַת יִשְׂרָאֵל (Medīnat Yisra'el), en arabe إِسْرَائِيلُ (Isrā'īl) et دولة إسرائيل (Dawlat Isrā'īl)

### 1948
- Résolution 53 : la question de la Palestine (adoptée le 7 juillet 1948).
- Résolution 54 : la question de la Palestine (adoptée le 15 juillet 1948).
- Résolution 56 : la question de la Palestine (adoptée le 19 août 1948).
- Résolution 59 : la question de la Palestine (adoptée le 19 octobre 1948).
- Résolution 60 : la question de la Palestine (adoptée le 29 octobre 1948).
- Résolution 61 : la question de la Palestine (adoptée le 4 novembre 1948).
- Résolution 62 : la question de la Palestine (adoptée le 16 novembre 1948).
- Résolution 66 : la question de la Palestine (adoptée le 29 décembre 1948).

### 1949
- Résolution 69 : admission d'Israël aux Nations unies (adoptée le 4 mars 1949).

### 1953
- Résolution 100 : la question de la Palestine (adoptée le 27 octobre 1953).
- Résolution 101 : la question de la Palestine (adoptée le 24 novembre 1953).

### 1955
- Résolution 106 : la question de la Palestine (adoptée le 29 mars 1955).
- Résolution 107 : la question de la Palestine (adoptée le 30 mars 1955).
- Résolution 108 : la question de la Palestine (adoptée le 8 septembre 1955).

### 1956
- Résolution 111 : la question de la Palestine (adoptée le 19 janvier 1956).
- Résolution 113 : la question de la Palestine (adoptée le 4 avril 1956).
- Résolution 114 : la question de la Palestine (adoptée le 4 juin 1956).

### 1958
- Résolution 127 : la question de la Palestine (adoptée le 22 janvier 1958).

### 1961
- Résolution 162 : la question de la Palestine (adoptée le 11 avril 1961).

### 1962
- Résolution 171 : la question de la Palestine (adoptée le 9 avril 1962 lors de la 1006e séance).

### 1966
- Résolution 228 : la question palestinienne (adoptée le 25 novembre 1966).

### 1967
- Résolution 233 : la situation au Moyen-Orient (adoptée le 6 juin 1967).
- Résolution 234 : demande de cessez-le-feu au Moyen-Orient (adoptée le 7 juin 1967).
- Résolution 235 : cessez-le-feu entre Israël et la Syrie (adoptée le 9 juin 1967).
- Résolution 236 : violation du cessez-le-feu au Moyen-Orient (adoptée le 11 juin 1967).
- Résolution 237 : la situation au Moyen-Orient (adoptée le 14 juin 1967).
- Résolution 240 : violation du cessez-le-feu au Moyen-Orient (adoptée le 25 octobre 1967).
- Résolution 242 : la situation au Moyen-Orient : retrait des forces armées d'Israël des territoires occupés dans le récent conflit (la guerre des Six Jours) en échange de la paix et de la reconnaissance d'Israël (adoptée le 22 novembre 1967).

### 1968
- Résolution 248 : la situation au Moyen-Orient (adoptée le 24 mars 1968).
- Résolution 250 : la situation au Moyen-Orient (adoptée le 27 avril 1968).
- Résolution 251 : la situation au Moyen-Orient (adoptée le 2 mai 1968).
- Résolution 252 : la situation au Moyen-Orient (adoptée le 21 mai 1968).
- Résolution 256 : la situation au Moyen-Orient (adoptée le 16 août 1968).
- Résolution 258 : la situation au Moyen-Orient (adoptée le 18 septembre 1968).
- Résolution 259 : la situation au Moyen-Orient (adoptée le 27 septembre 1968).
- Résolution 262 : la situation au Moyen-Orient (adoptée le 31 décembre 1968).

### 1969
- Résolution 265 : la situation au Moyen-Orient (adoptée le 1er avril 1969).
- Résolution 267 : la situation au Moyen-Orient (adoptée le 3 juillet 1969).
- Résolution 270 : la situation au Moyen-Orient (adoptée le 26 août 1969).
- Résolution 271 : La situation au Moyen-Orient (adoptée le 15 septembre 1969).

### 1970
- Résolution 279 : la situation au Moyen-Orient (adoptée le 12 mai 1970).
- Résolution 280 : la situation au Moyen-Orient (adoptée le 19 mai 1970).
- Résolution 285 : sur le retrait des forces armées israéliennes (adoptée le 5 septembre 1970).

### 1971
- Résolution 298 : la situation au Moyen-Orient (adoptée le 25 septembre 1971).

### 1972
- Résolution 313 : la situation au Moyen-Orient (adoptée le 28 février 1972).
- Résolution 316 : actions militaires israéliennes (adoptée le 26 juin 1972).

### 1973
- Résolution 332 : la situation au Moyen-Orient (adoptée le 21 avril 1973).
- Résolution 338 : réaffirme la validité de la résolution 242 et appelle à un cessez-le-feu dans la guerre du Kippour et à des négociations en vue « d’instaurer une paix juste et durable au Moyen-Orient », (adoptée le 22 octobre 1973 lors de la 1 747e séance).
- Résolution 339 : cessez-le-feu entre l'Égypte et l'Israël (adoptée le 23 octobre 1973).
- Résolution 340 : force d'urgence de l'ONU au Moyen-Orient (adoptée le 25 octobre 1973).

### 1974
- Résolution 346 : Égypte-Israël (adoptée le 8 avril 1974).
- Résolution 347 : Israël-Liban (adoptée le 24 avril 1974).
- Résolution 350 : Israël-République arabe syrienne (adoptée le 31 mai 1974).
- Résolution 362 : Égypte-Israël (adoptée le 23 octobre 1974).
- Résolution 363 : Israël-République arabe syrienne (adoptée le 29 novembre 1974).

### 1975
- Résolution 368 : Égypte-Israël (adoptée le 17 avril 1975).
- Résolution 369 : Israël-République arabe syrienne (adoptée le 28 mai 1975).
- Résolution 371 : Égypte-Israël (adoptée le 24 juillet 1975).
- Résolution 378 : Égypte-Israël (adoptée le 23 octobre 1975).* Résolution 381 : Israël-République arabe syrienne (adoptée le 30 novembre 1975).

### 1976
- Résolution 390 : Israël-République arabe syrienne (adoptée le 28 mai 1976).
- Résolution 396 : Égypte-Israël (adoptée le 22 octobre 1976).
- Résolution 398 : Israël-République arabe syrienne (adoptée le 30 novembre 1976).

### 1977
- Résolution 408 : Israël-République arabe syrienne (adoptée le 26 mai 1977).
- Résolution 416 : Égypte-Israël (adoptée le 21 octobre 1977).
- Résolution 420 : Israël-République arabe syrienne (adoptée le 30 novembre 1977).

### 1978
- Résolution 438 : Égypte-Israël (adoptée le 23 octobre 1978).
- Résolution 425 : concernant Israël et le Liban et la création de la FINUL (adoptée le 19 mars 1978).
- Résolution 426 : Israël-Liban (adoptée le 19 mars 1978).
- Résolution 427 : Israël-Liban (adoptée le 3 mai 1978).
- Résolution 429 : Israël-République arabe syrienne (adoptée le 31 mai 1978).
- Résolution 434 : Israël-Liban (adoptée le 18 septembre 1978).
- Résolution 441 : Israël-République arabe syrienne (adoptée le 30 novembre 1978).

### 1979
- Résolution 444 : Israël-Liban (adoptée le 19 janvier 1979).
- Résolution 446 : plaintes contre les installations d'Israël dans les territoires occupés par Israël pendant la guerre des Six Jours (adoptée le 22 mars 1979).
- Résolution 449 : Israël-République arabe syrienne (adoptée le 30 mai 1979).
- Résolution 450 : Israël-Liban (adoptée le 14 juin 1979).
- Résolution 452 : territoires occupés par Israël (adoptée le 20 juillet 1979).
- Résolution 456 : Israël-République arabe syrienne (adoptée le 30 novembre 1979).
- Résolution 459 : Israël-Liban (adoptée le 19 décembre 1979).

### 1980
- Résolution 465 : territoires occupés par Israël (adoptée le 1er mars 1980).
- Résolution 467 : Israël-Liban (adoptée le 24 avril 1980).
- Résolution 468 : territoires occupés par Israël (adoptée le 8 mai 1980).
- Résolution 469 : territoires occupés par Israël (adoptée le 20 mai 1980).
- Résolution 470 : Israël-République arabe syrienne (adoptée le 30 mai 1980).
- Résolution 471 : territoires occupés par Israël (adoptée le 5 juin 1980).
- Résolution 474 : Israël-Liban (adoptée le 17 juin 1980).
- Résolution 476 : territoires occupés par Israël (adoptée le 30 juin 1980).
- Résolution 478 : sur le conflit israélo-palestinien, les territoires occupés et le statut de Jérusalem (adoptée le 20 août 1980).
- Résolution 481 : Israël-République arabe syrienne (adoptée le 26 novembre 1980).
- Résolution 483 : Israël-Liban (adoptée le 17 décembre 1980).
- Résolution 484 : territoires occupés par Israël (adoptée le 19 décembre 1980).

### 1981
- Résolution 485 : Israël-République arabe syrienne (adoptée le 22 mai 1981).
- Résolution 487 : Irak-Israël (adoptée le 18 juin 1981).
- Résolution 488 : Israël-Liban (adoptée le 19 juin 1981).
- Résolution 493 : Israël-République arabe syrienne (adoptée le 23 novembre 1981).
- Résolution 497 : Israël-République arabe syrienne (adoptée le 17 décembre 1981).
- Résolution 498 : Israël-Liban (adoptée le 18 décembre 1981).

### 1982
- Résolution 501 : Israël-Liban (adoptée le 25 février 1982).
- Résolution 506 : Israël-République arabe syrienne (adoptée le 26 mai 1982).
- Résolution 508 : Israël-Liban (adoptée le 5 juin 1982).
- Résolution 509 : Israël-Liban (adoptée le 6 juin 1982).
- Résolution 511 : Israël-Liban (adoptée le 18 juin 1982).
- Résolution 515 : Israël-Liban (adoptée le 29 juillet 1982).
- Résolution 516 : Israël-Liban (adoptée le 1er août 1982).
- Résolution 517 : Israël-Liban (adoptée le 4 août 1982).
- Résolution 518 : Israël-Liban (adoptée le 12 août 1982).
- Résolution 519 : Israël-Liban (adoptée le 17 août 1982).
- Résolution 520 : Israël-Liban (adoptée le 17 septembre 1982).
- Résolution 523 : Israël-Liban (adoptée le 18 octobre 1982).
- Résolution 524 : Israël-République arabe syrienne (adoptée le 29 novembre 1982).

### 1983
- Résolution 531 : Israël-République arabe syrienne (adoptée le 26 mai 1983).
- Résolution 536 : Israël-Liban (adoptée le 18 juillet 1983).
- Résolution 538 : Israël-Liban (adoptée le 18 octobre 1983).
- Résolution 543 : Israël-République arabe syrienne (adoptée le 29 novembre 1983).

### 1984
- Résolution 549 : Israël-Liban (adoptée le 19 avril 1984).
- Résolution 551 : Israël-République arabe syrienne (adoptée le 30 mai 1984).

### 1985
- Résolution 561 : Israël-Liban (adoptée le 17 avril 1985).
- Résolution 563 : Israël-République arabe syrienne (adoptée le 21 mai 1985).
- Résolution 573 : Israël-Tunisie (adoptée le 4 octobre 1985).
- Résolution 575 : Israël-Liban (adoptée le 17 octobre 1985).
- Résolution 576 : Israël-République arabe syrienne (adoptée le 21 novembre 1985).

### 1986
- Résolution 583 : Israël-Liban (18 avril 1986).
- Résolution 584 : Israël-République arabe syrienne (adoptée le 29 mai 1986).
- Résolution 586 : Israël-Liban (adoptée le 18 juillet 1986).
- Résolution 587 : Israël-Liban (adoptée le 23 septembre 1986).
- Résolution 590 : Israël-République arabe syrienne (adoptée le 26 novembre 1986).
- Résolution 592 : territoires occupés par Israël (adoptée le 8 décembre 1986).

### 1987
- Résolution 594 : Israël-Liban (adoptée le 15 janvier 1987).
- Résolution 596 : Israël-République arabe syrienne (adoptée le 29 mai 1987).
- Résolution 599 : Israël-Liban (adoptée le 31 juillet 1987).
- Résolution 603 : Israël-République arabe syrienne (adoptée le 25 novembre 1987).
- Résolution 605 : territoires occupés par Israël (adoptée le 22 décembre 1987).

### 1988
- Résolution 607 : territoires occupés par Israël (adoptée le 5 janvier 1988).
- Résolution 608 : territoires occupés par Israël (adoptée le 14 janvier 1988).
- Résolution 609 : Israël-Liban (adoptée le 29 janvier 1988).
- Résolution 611 : Israël-Tunisie (adoptée le 25 avril 1988).
- Résolution 613 : Israël et la République arabe syrienne (adoptée le 31 mai 1988).
- Résolution 617 : Israël-Liban (adoptée le 29 juillet 1988).
- Résolution 624 : Israël et la République arabe syrienne (adoptée le 30 novembre 1988).

### 1989
- Résolution 630 : Israël-Liban (adoptée le 30 janvier 1989).
- Résolution 633 : Israël-République arabe syrienne (adoptée le 30 mai 1989).
- Résolution 636 : territoires occupés par Israël (adoptée le 6 juillet 1989).
- Résolution 639 : Israël-Liban (adoptée le 31 juillet 1989).
- Résolution 641 : territoires occupés par Israël (29 août 1989).
- Résolution 645 : Israël-République arabe syrienne (adoptée le 29 novembre 1989).

### 1990
- Résolution 648 : Israël-Liban (adoptée le 31 janvier 1990).
- Résolution 655 : Israël et la République arabe syrienne (adoptée le 31 mai 1990).
- Résolution 659 : Israël-Liban (adoptée le 31 juillet 1990).
- Résolution 672 : territoires occupés par Israël (adoptée le 12 octobre 1990).
- Résolution 673 : territoires occupés par Israël (adoptée le 24 octobre 1990).
- Résolution 679 : Israël et la République arabe syrienne (adoptée le 30 novembre 1990).
- Résolution 681 : territoires occupés par Israël (adoptée le 20 décembre 1990).

### 1991
- Résolution 684 : Israël-Liban (adoptée le 30 janvier 1991).
- Résolution 694 : territoires occupés par Israël (adoptée le 24 mai 1991).
- Résolution 695 : Israël-République arabe syrienne (adoptée le 30 mai 1991).
- Résolution 701 : Israël-Liban (adoptée le 31 juillet 1991).
- Résolution 722 : Israël-République arabe syrienne (adoptée le 29 novembre 1991).

### 1992
- Résolution 726 : territoires occupés par Israël (adoptée le 6 janvier 1992).
- Résolution 756 : Israël et la République arabe syrienne (adoptée le 29 mai 1992).
- Résolution 768 : Israël et le Liban (adoptée le 30 juillet 1992).
- Résolution 790 : Israël et la République arabe syrienne (adoptée le 25 novembre 1992).
- Résolution 799 : territoires occupés par Israël (adoptée le 18 décembre 1992).

### 1993
- Résolution 803 : Israël-Liban (adoptée le 28 janvier 1993).
- Résolution 830 : Israël-République arabe syrienne (adoptée le 26 mai 1993).
- Résolution 852 : Israël-Liban (adoptée le 28 juillet 1993).
- Résolution 887 : Israël-République arabe syrienne (adoptée le 29 novembre 1993).

### 1994
- Résolution 904 : mesures pour garantir la sécurité et la protection des civils palestiniens dans les territoires occupés par Israël.
- Résolution 921 : situation au Moyen-Orient (FNUOD).
- Résolution 938 : situation au Moyen-Orient (prorogation FINUL)
- Résolution 962 : situation au Moyen-Orient (prorogation FNUOD)

### 1995
- Résolution 974 : la situation au Moyen-Orient (prorogation de la FINUL jusqu’au 31 juillet 1995)
- Résolution 996 : la situation au Moyen-Orient (prorogation de la FNUOD jusqu’au 30 novembre 1995)
- Résolution 1006 : la situation au Moyen-Orient (prorogation de la FINUL jusqu’au 31 janvier 1996 ; réduction de 10 % des effectifs)
- Résolution 1024 : la situation au Moyen-Orient (prorogation de la FNUOD jusqu’au 31 mai 1996)

### 1996
- Résolution 1039 : la situation au Moyen-Orient.
- Résolution 1052 : la situation au Moyen-Orient
- Résolution 1057 : la situation au Moyen-Orient
- Résolution 1052 : la situation au Moyen-Orient
- Résolution 1057 : la situation au Moyen-Orient
- Résolution 1068 : la situation au Moyen-Orient
- Résolution 1073 : la situation dans les territoires arabes occupés
- Résolution 1081 : la situation au Moyen-Orient

### 1997
- Résolution 1095 : situation au Moyen-Orient
- Résolution 1109 : situation au Moyen-Orient.
- Résolution 1122 : situation au Moyen-Orient
- Résolution 1139 : situation au Moyen-Orient.

### 1998
- Résolution 1151 : la situation au Moyen-Orient.
- Résolution 1169 : la situation au Moyen-Orient.
- Résolution 1188 : la situation au Moyen-Orient.
- Résolution 1211 : la situation au Moyen-Orient.

### 1999
- Résolution 1223 : la situation au Moyen-Orient
- Résolution 1243 : la situation au Moyen-Orient
- Résolution 1254 : la situation au Moyen-Orient.
- Résolution 1276 : la situation au Moyen-Orient.

### 2000
- Résolution 1288 : situation au Moyen-Orient.
- Résolution 1310 : situation au Moyen-Orient.
- Résolution 1322 : résolution qui fait suite au début de la seconde intifada, qui elle-même succède à une visite d'Ariel Sharon sur l'esplanade des Mosquées.
- Résolution 1328 : situation au Moyen-Orient.

### 2001
- Résolution 1337 : la situation au Moyen-Orient.
- Résolution 1365 : la situation au Moyen-Orient.

### 2002
- Résolution 1391 : la situation au Moyen-Orient.
- Résolution 1397 : la situation au Moyen-Orient, y compris la question de Palestine.
- Résolution 1402 : la situation au Moyen-Orient, y compris la question de Palestine.
- Résolution 1403 : la situation au Moyen-Orient, y compris la question de Palestine.
- Résolution 1405 : la situation au Moyen-Orient, y compris la question de Palestine.
- Résolution 1428 : la situation au Moyen-Orient.
- Résolution 1435 : la situation au Moyen-Orient, y compris la question de Palestine.

### 2003
- Résolution 1461 : la situation au Moyen-Orient.
- Résolution 1488 : la situation au Moyen-Orient.
- Résolution 1496 : la situation au Moyen-Orient.
- Résolution 1515 : la situation au Moyen-Orient, y compris la question palestinienne.

### 2004
- Résolution 1525 : la situation au Moyen-Orient.
- Résolution 1544 : la situation au Moyen-Orient, y compris la question palestinienne.
- Résolution 1550 : la situation au Moyen-Orient.
- Résolution 1553 : la situation au Moyen-Orient.

### 2005
- Résolution 1583 : la situation au Moyen-Orient.
- Résolution 1614 : la situation au Moyen-Orient.
- Résolution 1648 : la situation au Moyen-Orient.

### 2006
- Résolution 1655 : la situation au Moyen-Orient.
- Résolution 1701 : appelant en tout premier lieu à une « cessation totale des hostilités », en particulier « la cessation immédiate par le Hezbollah de toutes ses attaques » et « la cessation immédiate par Israël de toutes ses opérations militaires offensives ». Elle appelle ensuite « le gouvernement du Liban et la Force intérimaire des Nations unies au Liban (FINUL)[1] à déployer leurs forces de concert à travers le Sud (du Liban) » et le gouvernement israélien « lorsque commencera ce déploiement, à retirer en parallèle toutes ses forces du Sud-Liban ».

### 2008
- Résolution 1848 : la situation au Moyen-Orient.
- Résolution 1850 : la situation au Moyen-Orient, y compris la question palestinienne.

### 2012
- Résolution 2052 : la situation au Moyen-Orient (adoptée le 27 juin 2012).
- Résolution 2064 : la situation au Moyen-Orient (adoptée le 30 août 2012 lors de la 6825e séance).
- Résolution 2084 : la situation au Moyen-Orient (adoptée le 19 décembre 2012 lors de la 6893e séance).

### 2013
- Résolution 2108 : la situation au Moyen-Orient (adoptée le 27 juin 2013 lors de la 6991e séance).
- Résolution 2131 : la situation au Moyen-Orient, adoptée le 18 décembre 2013 lors de la 7089e séance).

### 2014
- Résolution 2163 : la situation au Moyen-Orient (adoptée le 25 juin 2014 lors de la 7209e séance).
- Résolution 2192 : la situation au Moyen-Orient (adoptée le 18 décembre 2014 lors de la 7346e séance).

### 2015
- Résolution 2229 : la situation au Moyen-Orient (FNUOD) (adoptée le 29 juin 2015).
- Résolution 2257 : la situation au Moyen-Orient (FNOUD) (adoptée le 22 décembre 2015).

### 2016
- Résolution 2294 : la situation au Moyen-Orient (FNUOD) (adoptée le 29 juin 2016).
- Résolution 2334 : la situation au Moyen-Orient, y compris la question palestinienne (adoptée le 23 décembre 2016 lors de la 7853e séance).

### 2017
- Résolution 2342 : la situation au Moyen-Orient (adoptée le 23 février 2017)
- Résolution 2361 : la situation au Moyen-Orient (adoptée le 29 juin 2017)
- Résolution 2394 : la situation au Moyen-Orient (adoptée le 21 décembre 2017)

### 2018
- Résolution 2426 : la situation au Moyen-Orient (adoptée le 29 juin 2018)
- Résolution 2450 : la situation au Moyen-Orient (adoptée le 21 décembre 2018)

### 2019
- Résolution 2477 : la situation au Moyen-Orient (adoptée le 26 juin 2019)
- Résolution 2503 : la situation au Moyen-Orient (adoptée le 19 décembre 2019)

### 2020
- Résolution 2530 : la situation au Moyen-Orient (adoptée le 29 juin 2020)
- Résolution 2555 : la situation au Moyen-Orient. Lettre du président du Conseil sur le résultat du vote (S/2020/1252) et les détails du vote (S/2020/1263)(adoptée le 18 décembre 2020)

### 2021
- Résolution 2581 : la situation au Moyen-Orient (adoptée le 29 juin 2021)

### 2022
- Résolution 2639 : Force des Nations unies chargée d'observer le désengagement (adoptée le 27 juin 2022)
- Résolution 2650 : la situation au Moyen-Orient (FINUL) (adoptée le 31 août 2022)
- Résolution 2671 : la situation au Moyen-Orient (FNUOD) (adoptée le 21 décembre 2022)

### 2023
- Résolution 2689 : la situation au Moyen-Orient (FNUOD) (adoptée le 29 juin 2023)
- Résolution 2695 : la situation au Moyen-Orient (FINUL) (adoptée le 31 août 2023)

### 2024
- Résolution 2728 : la situation au Moyen-Orient, y compris la question palestinienne (adoptée le 25 mars 2024)
- Résolution 2735 : la situation au Moyen-Orient, y compris la question palestinienne (adoptée le 10 juin 2024)